# René Jasinski
Pour les articles homonymes, voir Jasinski.
René Jasinski, né le 28 juillet 1898 à Montcy-Saint-Pierre dans les Ardennes et mort le 16 mars 1985 à Cambridge (Massachusetts), est un historien de la littérature française.

## Biographie
Le grand-père de René Jasinski est un Polonais qui a dû quitter la Pologne à cause de sa participation à l'Insurrection de Grande-Pologne.
Après une scolarité au lycée de Bourges puis au lycée Louis-le-Grand, il obtient en 1916 une licence ès lettres et en 1919, il est admis à l’École normale supérieure de la rue d'Ulm. En 1922, il est reçu à l’agrégation de lettres. De 1923 à 1926 il est pensionnaire de la fondation Thiers.
En 1929, il soutient sa thèse sur Les années romantiques de Théophile Gautier à la faculté des lettres de Paris. En mars 1929 il est chargé de cours de langue et de littérature à la Faculté des lettres de l'Université de Lille. Il est promu maître de conférences en 1930 puis professeur de langue et littérature françaises en 1933  
En 1940, il est mobilisé et échappe de peu à la captivité. En 1942, il est nommé professeur à la Sorbonne et en 1944, il combat dans les rangs des FFI pour la libération de Paris
De 1947 à 1952, il est secrétaire général de la Revue d’histoire littéraire de la France.
En 1953, il est détaché à l'université Harvard et s’établit à Cambridge (Massachusetts) jusqu'à sa retraite en 1957.

## Publications
- Les Années romantiques de Th. Gautier, Vuibert, 1929

- Prix Guizot 1932 de l’Académie française
- Histoire de la littérature française, Boivin, 1947. 2 volumes
- Molière et le Misanthrope, Nizet, 1951

- Prix d’Académie 1952 de l’Académie française
- Vers le vrai Racine, Armand Colin, 1958, 2 volumes

- Prix Bordin 1959 de l’Académie française
- La Fontaine et le premier recueil des Fables, Nizet, 1966
- Molière, Collection Connaissance des Lettres, Hatier, 1969
- À travers le XVIIe siècle, Nizet, 1981